# Francisco de Aquino Correia

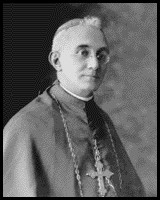
Erzbischof Francisco de Aquino

Francisco de Aquino Correia SDB (* 2. April 1885 in Cuiabá; † 22. März 1956 in São Paulo) war ein brasilianischer Ordensgeistlicher, römisch-katholischer Erzbischof von Cuiabá und Gouverneur von Mato Grosso.

## Leben
Nach Eintritt in die Ordensgemeinschaft der Salesianer Don Boscos empfing er am 17. Januar 1909 die Priesterweihe. Bereits fünf Jahre später, am 2. April 1914, seinem 29. Geburtstag, wurde er von Papst Pius X. zum Titularbischof von Prusias ad Hypium und zum Weihbischof in Cuiabá ernannt. Die Bischofsweihe spendete ihm der Erzbischof von Cuiabá, Carlos Luiz d’Amour, am 1. Januar 1915. Mitkonsekratoren waren der Bischof von Corumbá, Cyrillo de Paula Freitas, und der Prälat von Registro do Araguaia, Antônio Malan SDB.
Vom 22. Januar 1918 bis zum 21. Januar 1922 war Aquino Correia Gouverneur des Bundesstaates Mato Grosso.
Am 26. August 1921 wurde der erst 36-Jährige von Papst Benedikt XV. zum Erzbischof des Erzbistums Cuiabá ernannt. Ab 16. April 1922 im Amt, prägte er das Bistum fast 42 Jahre lang.
Correia ist wegen seines literarischen Wirkens bekannt und wurde als erster Einwohner des Mato Grosso in die Academia Brasileira de Letras aufgenommen.